# Marian Urbańczyk
Marian Walenty Urbańczyk (ur. 2 lutego 1948 w Katowicach, zm. 10 lipca 2013) – polski fizyk i elektronik, specjalista w zakresie akustyki ciała stałego, miernictwa elektrycznego i przyrządów pomiarowych oraz piezoelektroniki, prof. dr hab. inż., prof. nadzwyczajny Politechniki Śląskiej. 

## Życiorys
Absolwent Wydziału Elektrycznego Politechniki Śląskiej z 1973 r., następnie przez całą karierę naukową związany z tą uczelnią był między innymi pracownikiem Instytutu Fizyki Wydziału Matematyczno-Fizycznego a od 2009 r., pracownikiem Katedry Optoelektroniki Wydziału Elektrycznego, gdzie pełnił funkcję zastępcy kierownika Katedry. Członek Polskiego Towarzystwa Akustycznego.
Stopień doktora nauk technicznych uzyskał w 1981 r., na podstawie rozprawy pod tytułem Rezonator akustycznej fali powierzchniowej typu Rayleigh'a. Analiza numeryczna i technologia wykonania, habilitację uzyskał w 1999 r., na podstawie pracy Zastosowanie zjawiska propagacji akustycznej fali powierzchniowej w sensorach gazu. W 2012 uzyskał tytuł profesora nauk technicznych

## Odznaczenia
- Srebrny Krzyż Zasługi (2000)[2]
- Medal Komisji Edukacji Narodowej (2008)[3]